# 中原義一郎
中原 義一郎（なかはら ぎいちろう、1900年（明治33年）3月29日 - 1944年（昭和19年）8月7日）は、日本の海軍軍人。最終階級は海軍中将。

## 経歴
高知県出身。教員・中原寿弥太の長男として生まれる。京都一中を経て、1920年（大正9年）7月、海軍兵学校（48期）を卒業。翌年6月に海軍少尉任官。1923年（大正12年）12月、海軍水雷学校普通科を卒業し夕暮乗組となる。1927年（昭和2年）2月、膠州分隊長となり、第32号駆逐艦（三日月 [II]）航海長、鶴見分隊長、疾風航海長などを経て、1931年（昭和6年）12月から一年間、水雷学校特修科学生として学んだ。1932年（昭和7年）12月、栗駆逐艦長に就任し、翌年11月、海軍少佐に昇進した。
1934年（昭和9年）11月、疾風駆逐艦長に就任し、夕立、汐風、天霧の各駆逐艦長を歴任し、1938年（昭和13年）11月、海軍中佐に進級。1940年（昭和15年）9月、時津風駆逐艦長となり太平洋戦争を迎えた。
1942年（昭和17年）9月、第24駆逐隊司令に発令され、1943年（昭和18年）5月、海軍大佐に昇進する。第32駆逐隊司令を経て1944年（昭和19年）5月、最後の長良の艦長となり、同年8月、天草諸島の西で米潜水艦クローカーの雷撃により長良は沈没し、長良と運命を共にした。没後、2階級特進して海軍中将となり、翌年4月に全軍布告された。